# Wolongia
Wolongia is een geslacht van spinnen uit de  familie van de Tetragnathidae (Strekspinnen).

## Soorten
- Wolongia guoi Zhu, Kim & Song, 1997
- Wolongia odontodes Zhao, Yin & Peng, 2009
- Wolongia wangi Zhu, Kim & Song, 1997